# Karina Thöne
Karina Thöne (* 6. Januar 1980 als Karina Krohne) ist eine ehemalige deutsche Fußballspielerin.

## Karriere
Die 168 cm große Thöne gehörte ab dem 1. Mai 2001 dem FSV Frankfurt als Stürmerin in der Bundesliga an. Im Alter von 21 Jahren gab sie in dieser Spielklasse ihr Pflichtspieldebüt für den Verein. Am 3. Juni 2001 (21. Spieltag) kam sie beim 1:1-Unentschieden im Auswärtsspiel gegen die Sportfreunde Siegen  73 Minuten lang zum Einsatz. Zum Saisonausklang eine Woche später gelang ihr beim 3:1-Sieg im Heimspiel gegen den FFC Flaesheim-Hillen mit dem Treffer zum 2:0 in der 23. Minute ihr erstes Tor im Seniorinnenbereich. In der Folgesaison erzielte sie mit sechs Toren in 17 Bundesligaspielen ihre Bestwerte und trug zum fünften Platz von zwölf teilnehmenden Mannschaften bei; es war die beste Platzierung während ihrer bis Saisonende 2003/04 andauernden Vereinszugehörigkeit. Während sie in ihrer letzten Saison 16 Punktspiele bestritt, waren es in ihrer vorletzten zwölf, jedoch mit zwei Torerfolgen gekrönt.
Über ihre sportliche Zeit vom 1. Juli 2004 bis zum 30. Juni 2009 ist nichts bekannt. Erst in der Saison 2009/10 tritt sie als Spielerin des TSV Jahn Calden in der drittklassigen Regionalliga Süd in Erscheinung. Für den Verein bestritt sie am 13. September 2009 das gegen Bayer 04 Leverkusen mit 0:2 verlorene Erstrundenspiel im DFB-Pokalwettbewerb.
Dem hessischen Verein aus Calden blieb sie nach ihrer Spielerkarriere erhalten. Unter ihrem Geburtsnamen trainiert sie nunmehr die weibliche D-Jugendmannschaft.